# Nikolai Andrejewitsch Roslawez

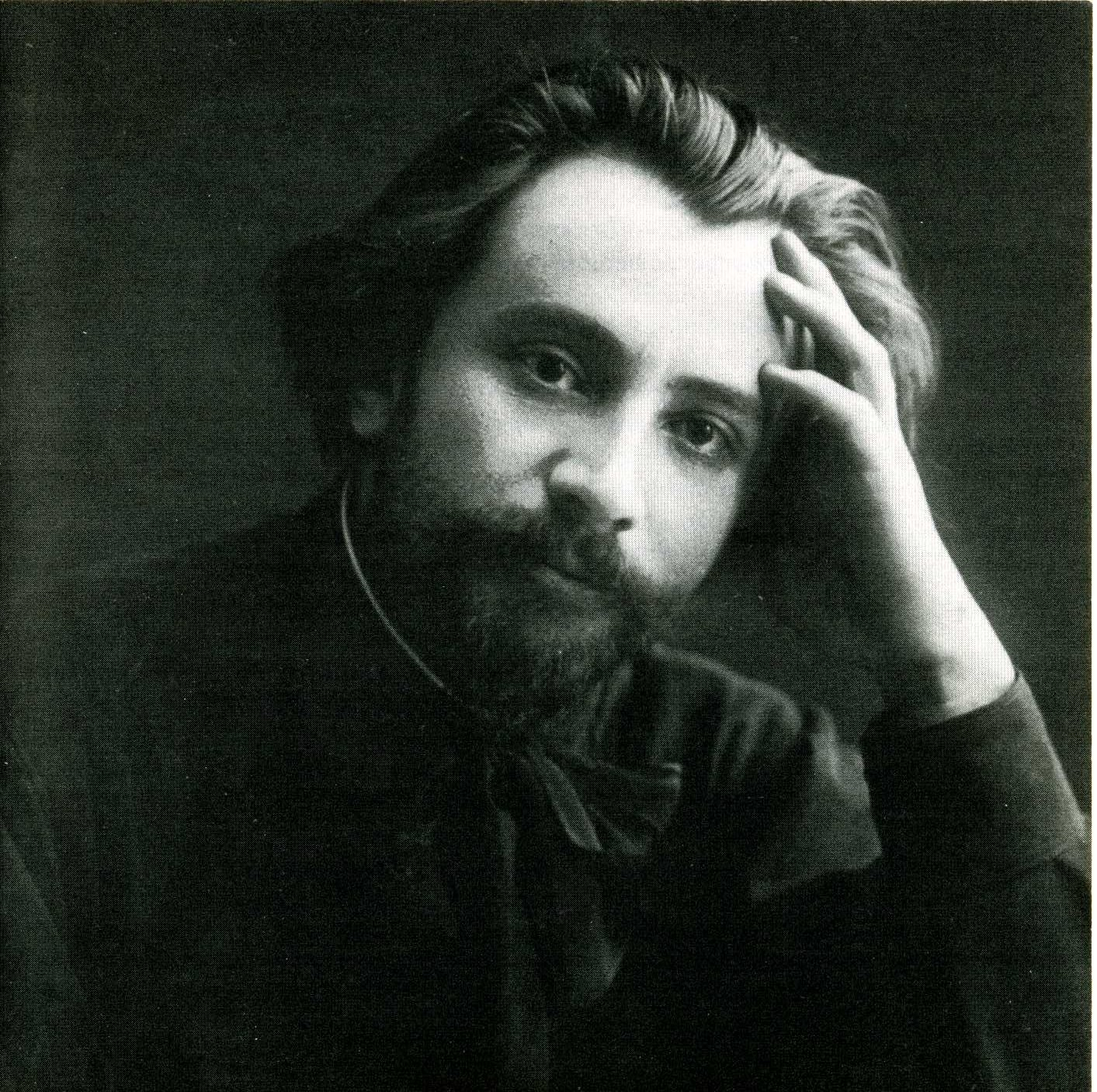
Nikolai Andrejewitsch Roslawez

Mykola Andrijowytsch Roslawez (ukrainisch Микола Андрійович Рославець; * 23. Dezember 1880jul. / 4. Januar 1881greg. in Surasch, Gouvernement Tschernigow, Russisches Reich; heute Oblast Brjansk; † 23. August 1944 in Moskau) war ein ukrainischer Komponist, Musiktheoretiker, Publizist, Pädagoge und Geiger.

## Leben
Der Geburtsort von Roslawez wird in verschiedenen Veröffentlichungen unterschiedlich angegeben. Manchmal wird das Dorf Kozarychi im heutigen Bezirk Hordiivka der Region Brjansk genannt, während Roslawez selbst in seiner Autobiografie als seinen Geburtsort die Stadt Duschatyn in der ehemaligen Provinz Tschernihiw  (heute im Bezirk Surazh der Region Brjansk) angab. Auch die sowjetische Musikalische Enzyklopädie nannte Duschatin als Geburtsort von Roslawez. Auf jeden Fall ist  Mykola Roslawez in Starodubshchyna geboren, dem Gebiet des ehemaligen ukrainischen Hetmanats, das heute Teil der Region Brjansk in Russland ist.
In seiner Autobiografie schrieb Roslawez, dass er im Alter von zwölf Jahren „altersgemäße bäuerliche Arbeiten“ verrichtete: Er half den Älteren auf dem Feld, auf der Heuwiese, im Garten und hütete das Vieh (besonders gern trieb er nachts die Pferde an). In Roslawez’ Familie gab es viele autodidaktische Handwerker, Musiker und Geiger. Unter dem Einfluss seines Onkels verliebte sich Mykola im Alter von 7–8 Jahren in die Geige und lernte, sie nach dem Gehör zu spielen. Seit 1893 verdiente er seinen Lebensunterhalt durch eigene Arbeit – er wurde in kleinen Büros angestellt, reiste in die Ukraine, aber wo immer es möglich war, versuchte er, die beste musikalische Ausbildung zu erhalten, und nahm beispielsweise Unterricht bei einem jüdischen „Hochzeitsgeiger“ in Konotop. In Kursk hatte er Gelegenheit in die Musikklassen der Russischen Musikgesellschaft aufgenommen zu werden, woraufhin er 1901 nach Moskau ging, um am Konservatorium zu studieren. Am Konservatorium studierte er Komposition bei Oleksandr Ilyinsky und Serhiy Vasylenko, und Violine wurde von I. Grzhymali unterrichtet.
In den späten 1890er Jahren zog seine Familie nach Kursk. Dort erhielt er an der Musikschule bis 1902 Unterricht bei Arkadi Maksimowitsch Abasa, und zwar in den Fächern elementare Musiktheorie, Harmonielehre, sowie Klavier und Violine. Bis 1912 studierte er Komposition bei Sergei Wassilenko, Musiktheorie bei Alexander Iljinski / Michail Ippolitow-Iwanow und Violine bei Jan Hřímalý (Iwan Wojzechowitsch Grshimali) am Moskauer Konservatorium. Für seine Diplomarbeit erhielt er die große Silbermedaille. Roslawez trat in den Kreis der Zeitgenossen um Wladimir Derschanowski, Leonid Leonidowitsch Sabanejew, Nikolai Mjaskowski u. a. ein, einen Kern der zukünftigen Assoziation zeitgenössischer Musik (ASM). 1917 wurde er Mitglied der nicht-marxistischen Partei der Sozialisten-Revolutionäre (SR), aus der er 1918 wieder austrat. In Moskau organisierte er zusammen mit „Genosse Sax“ die Partei Narodniki (Volkstümler)-Kommunisten, die bald in der Kommunistischen Partei Russlands (Bolschewiki) RKP(b) aufging. Ab 1919 war er einer der ASM-Führer. 1921 trat Roslawez aus der RKP aus.
Er war in den 1920er Jahren in der Redaktion des Moskauer Staatlichen Musikverlages tätig. 1920 übersiedelte er nach Charkiw, wo er 1921 Professor an der dortigen Musikakademie und später am Musikinstitut wurde, er wurde auch Rektor des Charkiwer Musikinstituts. Wegen  „formalistischer“ und klassenfeindlicher Betätigung wurde ihm ein Berufsverbot erteilt. 1931 zog er von Moskau nach Taschkent und wurde dort Leiter, Dirigent und Komponist des Musiktheaters, bevor er 1933 nach Moskau zurückkehrte.

## Musikalische Einordnung
Roslawez war einer der ersten Komponisten, die für eine Neue Musik in Ukraine und Russland eintraten. Er fühlte sich zugleich neuen musikalischen Ideen wie der Bewahrung der Tradition verpflichtet und geriet deswegen mit den „proletarischen Musikern“, d. h. mit der sowjetischen Geheimpolizei verbundenen offiziellen Kulturideologen in Konflikt, was zu einem Berufsverbot führte. Mehrere Jahrzehnte lang galt Roslawez als „Volksfeind“ und gehörte zu den verfemten Komponisten in der Sowjetunion.
Anfangs von Alexander Skrjabin und den zeitgenössischen Franzosen (Debussy und Ravel) inspiriert, löste sich Roslawez bald von deren Einflüssen und entwickelte seine eigene Tonsprache, die oft mit Arnold Schönbergs Zwölftontechnik verglichen wird, jedoch von anderen Grundsätzen ausgeht. Seit etwa 1917 ist in seinem Schaffen ein gewisser Hang zu den traditionellen Formen und Gattungen sowie zum Monumentalen zu erkennen, wobei die Tonsprache im Sinne des „akademischen Neuerertums“ (Leonid Sabanejew) transparenter wird und traditionelle Strukturen einschließt. Diese Tendenz zeigt sich in verschiedenen Werken, darunter in der Symphonie de chambre pour 18 instruments solistes (1934/35), in der klassische und moderne Prinzipien auf ganz neue Weise miteinander verbunden werden.
Roslawez schuf einen Vokal- und Instrumentalzyklus auf der Grundlage der Worte von Taras Schewtschenko, vertonte dessen Testament, verließ aber gleichzeitig nicht die Trends der westeuropäischen Kunst und förderte die Werke der so genannten Erneuerer in der Sowjetunion – A. Webern, A. Schönberg und A. Berg. Gemeinsam mit ihnen hat Mykola Roslawez das Musikverständnis seiner Zeit revolutioniert und die Grundlagen für eine neue Kompositionstechnik gelegt. Das Wesentliche an Roslawez’ Innovation war die Schaffung eines speziellen Systems zur Organisation der Tonhöhen in der Musik – die Zwölftonreihe. Zu Roslawez’ musikalischen Werken aus dieser Zeit gehören die symphonische Dichtung „Der Mensch und das Meer“ nach S. Baudelaire (1921), Fünf Präludien für Klavier (1921–1922), die symphonische Dichtung „Das Ende der Welt“ nach P. Lafargue (1922). Lafargue (1922), die Fünfte Klaviersonate (1923), die Zweite Sonate für Cello und Klavier (1924), das Erste Violinkonzert (1925) und viele andere Kammermusikwerke brachten ihn dazu, über die maßgeblichen Musikpublikationen der Zeit zu schreiben: „Meisterhaftigkeit, technische Perfektion in der Ausführung, außerordentliche Überzeugung des Autors von seinen Prinzipien – all dies hat ihn in die erste Reihe der Komponisten der UdSSR gebracht“.

## „Neues System der Tonorganisation“ und das „Prinzip des Synthetischen Akkords“
Nikolai Roslawez entwarf mit seinem „neuen System der Tonorganisation“ eine eigenartige Kompositionslehre. Diese beruht auf der Verwendung sogenannter „Synthetakkorde“, deren Vorformen schon seit 1907 in Roslawez’ Kompositionen zu beobachten sind. Seit jener Zeit arbeitet Roslawez systematisch an der Vervollkommnung seiner Kompositionsmethode. Sein Versuch einer Systematisierung der Chromatik legte Vergleiche mit westlichen Bestrebungen ähnlicher Natur nahe und noch in den 20er Jahren galt Roslawez als eine Art „russischer Schönberg“. Ähnlich wie Arnold Schönbergs Zwölftontechnik sollte durch das Neue System das überkommene tonale Prinzip ersetzt und in eine lehrbare Form gebracht werden. Grundlegende Prinzipien der klassischen und romantischen Harmonik gehen aber in das Neue feste System ebenfalls mit ein und werden – anders als bei Schönberg – nicht um jeden Preis vermieden. Das neue System entstand völlig unabhängig und formierte sich viel früher als die Muster der klassischen Dodekaphonie. Auch Alexander Skrjabin und dessen als „Klangzentrum“ figurierenden „Prometheus-Akkords“ oder „Mystischen Akkords“ ist das roslawezsche Verfahren eng verwandt. Obschon Roslawez sich energisch in den 1920er Jahren von Skrjabin distanzierte, erbte er die Grundsätze und Begriffe des harmonischen Systems Skrjabins, die vom gemeinsamen Freund der beiden Komponisten, Leonid Sabanejew, artikuliert und vermittelt wurden. Die „Synthetakkord-Methode“ legt ferner ästhetische Vergleiche mit den in Russland auftretenden Kunstrichtungen des Futurismus und später des Konstruktivismus nahe.
Ein Synthetischer Akkord besteht normalerweise aus sechs oder mehr Tönen. Es sind speziell für das jeweilige Stück ausgewählte Tonkomplexe, aus denen alle melodischen und harmonischen Beziehungen der Komposition abgeleitet werden. Außerdem gibt es eine Tendenz alle Töne eines Synthetakkords innerhalb eines begrenzten Zeitraums erklingen zu lassen, wobei aber Reihenfolge und Lage vollständig beliebig sind. Diese Verfahren ähneln in wesentlichen Zügen der sogenannten nondodecaphonic serial composition bzw. dem pitch class set (George Perle). In der Komposition unterliegen „Positionen“ und „Transpositionen“ der Syntheakkorde einem Plan, der von konkreten Strukturen individueller Systhetakkorde bestimmt wird (s.: Lobanova 1983, 1997, 2001). Diese Kompositionstechnik wird konsequent in den Kompositionen aus den 1910er und 1920er Jahre verwendet.

## Wirkungsgeschichte
Bald nach dem Tod des Komponisten haben die Vertreter des KGB in Begleitung von ehemaligen proletarischen Musikern Roslawez’ Wohnung durchsucht und die Manuskripte des Komponisten beschlagnahmt. Es gelang jedoch Roslawez’ Witwe, einen Teil des Erbes zu verstecken; später übergab sie ihn an das ZGALI (Zentrales staatliches Archiv für Literatur und Kunst, Moskau; heutzutage: RGALI – Russisches staatliches Archiv für Literatur und Kunst). Einige Manuskripte des Komponisten wurden von Roslawez’ Lieblingsschüler, dem Komponisten P. Teplow aufbewahrt; heutzutage befinden sie sich im Staatlichen zentralen Glinka-Museum für musikalische Kultur. Teplow zufolge suchten die Feinde des Komponisten nach Roslawez’ Tod seine Manuskripte, um sie zu zerstören.
1967 hat die Nichte des Komponisten, Jefrossinja Fjodorowna Roslawez, die ersten Schritte zur Rehabilitierung ihres Onkels unternommen, dank denen es gelang, festzustellen, dass der Komponist Opfer politischer Repressalien war. Der wichtige Schritt – die Absage, die Werke Roslawez’ aufführen zu lassen, wurde dadurch gerechtfertigt, dass Roslawez angeblich zu „den verhafteten Volksfeinden“ zählte, – hat die Lage kaum gebessert: Das Schaffen von Roslawez wurde weiter totgeschwiegen. 1967 verweigerte der Mitarbeiter des Glinka-Museums, Georgi Kirkor, Jefrossinja Roslawez Zugang zur Kartothek; Kirkor behauptete, dass Roslawez „dem Volk feindlich“ sei, und warf dem Komponisten „Beziehungen zum Weltzionismus“ vor. Diese absurde, jedoch gefährliche Anschuldigung wurde dadurch begründet, dass L. Sabanejew, ein Freund Roslawez’ und eifriger Feind der Sowjets, die jüdische Musik propagiert hatte; auch die ASM setzte sich für jüdische Komponisten ein. „Zionistischer Tätigkeiten“ wurde auch die Forscherin und Herausgeberin Roslawez’, M. Lobanova, seit Ende der 1970er beschuldigt und deswegen verfolgt, nicht zuletzt wegen ihrer Verwandtschaft zu einem der Gründer des Staats Israel. 1967 lehnten die führenden Funktionäre des Verbands sowjetischer Komponisten Wano Muradeli, Anatoli Nowikow und Tichon Chrennikow es ab, Jefrossinja Roslawez zu empfangen. Die negative Attitüde zu Roslawez, kennzeichnend für die Offiziellen des Verbands sowjetischer Komponisten, prägte sich in Urteilen aus, wie etwa: „Roslawez ist unserer Feind“, „der Komponist, dessen Musik das Papier nicht wert ist, auf dem sie aufgezeichnet ist“, „Roslawez’ Grabmal muss zerstört werden“.
Im Westen trat mehrere Jahrzehnte lang Detlef Gojowy (1934–2008) als überzeugter Propagandist für das Schaffen Roslawez’ auf. Für seine Tätigkeiten wurde Gojowy ständig seitens der Führung des Verbands sowjetischer Komponisten, von Tichon Chrennikow persönlich, sowie von den einflussreichen Feinden Roslawez’, deren Gesinnungsgenossen und der Zeitschrift Sowjetische Musik angegriffen. Bis 1989 war Gojowy als „kriegerischem Antikommunisten“ die Einreise in die UdSSR untersagt; die Kopien seiner Artikel, die der Publizist an seine sowjetischen Kollegen übersandte, wurden vom sowjetischen Zoll beschlagnahmt (Gojowy 2008). Infolge dieses Verbots war Gojowy gezwungen, sich häufig auf die sekundären Quellen zu stützen, die nicht immer korrekte Informationen enthalten: z. B. wurden in einigen Publikationen die Vermutungen über die ukrainische Herkunft Roslawez’ geäußert, die unkritisch von weiteren Publizisten vervielfältigt wurden: auf diese Weise entstand eine Fiktion über den Komponisten.
Am 27. Dezember 1980 fand ein Konzert mit einem Vorwort von M. Lobanova im Kammermusikklub Mark Milmans statt, wobei ein Konzertteil Roslawez gewidmet wurde. Edisson Denissow zufolge verbot die Führung des Verbandes sowjetischer Komponisten, das ganze Konzert Roslawez zu widmen. 1984 wurde der Vortrag M. Lobanovas zum musikalisch-theoretischen System Roslawez’, der im Programm der internationalen Konferenz Musica nel nostro tempo (Mailand) stand, von den führenden Funktionären des Verbandes sowjetischer Komponisten verboten: der Forscherin wurden „illegale Beziehungen zum Westen“ vorgeworfen. Weiterhin wurde versucht, Lobanova aus dem Moskauer Konservatorium zu entlassen, ihren akademischen Grad sowie Lehrrechte abzuerkennen, sowie sie in die Zwangspsychiatrie mit der Dissidenten-Diagnose „schleichende Schizophrenie“ einzuweisen.
1989 wandte sich Jefrossinja Roslawez an die Moskauer Komponistenorganisation, die gerade ihre Unabhängigkeit von Tichon Nikolajewitsch Chrennikows Verband sowjetischer Komponisten proklamiert hatte, mit der Bitte um die Rekonstruktion und Veröffentlichung der Werke von Roslawez sowie die Wiederherstellung des Grabmals des Komponisten; diese Aufgaben wurden offiziell von Roslawez’ Nichte M. Lobanova anvertraut. 1990, nach einem langen Kampf, einschließlich krimineller Strukturen, war das Grabmal Roslawez’ dank des Einsatzes des Führers der Moskauer Komponistenorganisation, Georgi Dmitriev, nach der Aufzeichnung M. Lobanovas, autorisiert von der Nichte des Komponisten, wiederhergestellt. Später wurde das Grabmal von Roslawez erneut vernichtet, und alle Proteste von M. Lobanova gerichtet an die Moskauer Behörde, die russische Organisation für Denkmälerschutz „Archnadzor“ sowie an die führenden Moskauer Journalisten, bleiben bis heute erfolglos.
Im Jahr 1989 hat der Verlag Musik die Sammlung Nikolaj Roslawez. Klavierstücke (hrsg. von Nikolaj Koptschewski) veröffentlicht. Das Vorwort dieser Sammlung, die viele Druckfehler der früheren Herausgaben reproduzierte, wurde von Juri Cholopow verfasst. Der Text entsetzte Jefrossinja Roslawez: in ihren Briefen an den Direktor des Glinka-Museums sowie den Direktor des Verlags Musik und den Chefredakteur der Zeitschrift Sowjetische Musik protestierte die Nichte des Komponisten gegen die Verleumdungen, die Diskreditierung der Verwandten von Roslawez, sowie die falschen Informationen zu Roslawez’ Werken, dem Zustand der Archivmaterialien usw. Die besondere Besorgtheit J. Roslawez’ haben die falschen Behauptungen anlässlich Roslawez’ Schaffen und den Zustand der Archivmaterialien herbeigerufen: von ihrem Standpunkt, die Überlegungen über den chaotischen Zustand der Archivmaterialien und die nachlässigen Verwandten konnten zur Rechtfertigung möglichen Missbrauchs des Erbes von Roslawez eventueller Verfälschungen dienen. Nachdem man abgelehnt hatte, diese Briefe in der Sowjetunion bzw. Russland zu veröffentlichen, gelang es erst 1995 einen der Briefe Jefrossinja Roslawez’, die den Zugang zu ihren persönlichen Materialien im Glinka-Museum verboten hatte, in Deutschland zu veröffentlichen. Noch heftiger hat sich der größte Kenner russischer Avantgarde, Nikolaj Iwanowitsch Chardshijew gegen Cholopows Vorwort im Brief an M. Lobanova vom 5. Dezember 1990 ausgesagt.
1989 wurde die Partitur des Ersten Violinkonzerts Roslawez’ von M. Lobanova im Archiv wiederentdeckt, die bislang als verlorengegangen galt, vor allem aufgrund der Diplomarbeit von A. Putschina, die 1981 am Moskauer Konservatorium unter der Leitung Edisson Denissows verfasst worden war. Im Auftrag des Verlags Le Chant du Monde beabsichtigte Denissow, den 1927 herausgegebenen Klavierauszug des Ersten Violinkonzerts zu orchestrieren; die Wiederentdeckung der Partitur erübrigte diesen Plan. Bald nach der Welturaufführung des 1. Violinkonzerts in Orchesterfassung durch Tatjana Grindenko unter der Leitung von Fjodor Gluschtschenko (Moskau, 18. November 1989) erschien ein Artikel in der Russischen Musikzeitung (1989, Nr. 12), der falsche Informationen zur Autorschaft jener Wiederentdeckung lieferte. Später hat die Zeitung eine Gegenerklärung veröffentlicht und ihre Entschuldigungen M. Lobanova entgegengebracht (1990, Nr. 5, S. 4).
Die geplante Welturaufführung der symphonischen Dichtung Roslawez’ In den Stunden des Neumonds, die M. Lobanova rekonstruiert hatte, wurde 1989 sabotiert: das zur Weltpremiere vorbereitete und bereits bezahlte Material verschwand spurlos aus dem Büro für Propaganda der sowjetischen Musik. Die Weltpremiere dieses Werks, das das Rundfunk-Sinfonie-Orchester Saarbrücken unter der Leitung von Heinz Holliger am 14. Juni 1990 in Saarbrücken zustande brachte, verlief in der Abwesenheit der Rekonstruktions-Autorin, der die Auslandskommission des Verbands sowjetischer Komponisten die Reise verbot, ungeachtet der offiziellen Einladung des Verlages B. Schott's Söhne (heute: Schott Music).
Obschon die Wiederentdeckung Roslawez’ sowie die anfangende Publikation seines Erbes das wachsende Interesse der breiten Öffentlichkeit sicherte, äußerten sich einige seiner Landsleute ziemlich distanziert Roslawez gegenüber, darunter die Komponisten modernistischen Schlags: so betonte Viktor Suslin in der umfangreichen Diskussion, die der Wiederentdeckung der russischen musikalischen Avantgarde gewidmet wurde (Heidelberg, am 1. November 1991), dass das Schaffen Roslawez’ für ihn persönlich „keine Bedeutung“ habe, und Jelena Olegowna Firsowa behauptete, dass sie sich für Roslawez’ Musik „nicht interessiert“ habe.
Informationen über die Wiederherstellung der symphonischen Dichtung In den Stunden des Neumonds und anderer Werke von Roslawez haben sich in der Publizistik verbreitet. So behauptete Gerard McBurney im Artikel The Resurrection of Roslavets (Tempo, Juni 1990, S. 8–9), dass die symphonische Dichtung In den Stunden des Neumonds aufgrund der unvollständigen Skizze der Partitur von Raskatov vervollständigt worden sei; in Wirklichkeit beruhte M. Lobanovas Rekonstruktion jenes von Roslawez vollendeten Werks auf dem fast kompletten Stimmsatz, und die fehlenden Orchesterstimmen wurden aufgrund der Partitur-Skizze ergänzt. Die Informationen über Raskatovs Rekonstruktion der symphonischen Dichtung In den Stunden des Neumonds wurden auch im Artikel von Anna Ferenc Reclaiming Roslavets: The Troubled Life of a Russian Modernist (Tempo, 1992, Nr. 3, S. 7) erwähnt sowie im Booklet-Text von Calum McDonald zur CD 'CDA 67484' des englischen Plattenlabels Hyperion Records: die auf dieser CD aufgenommene Einspielung der symphonischen Dichtung In den Stunden des Neumonds vom BBC Scottish Symphony Orchestra unter der Leitung von Ilan Volkov wurde wiederum irrtümlich mit dem Namen Raskatov in Verbindung gebracht: in Wirklichkeit liegt auch jener Einspielung die Rekonstruktion von M. Lobanova zugrunde. Auch die Welturaufführung des Stücks in Saarbrücken wurde im Booklet-Text von Calum McDonald irrtümlich mit dem Namen Raskatov verbunden. Der Bescheid des Landesgerichts Hamburg vom 30. Januar 2009 (GZ: 1004/08JB01 GK: 175) untersagte den Verkauf der CD Hyperion (CDA 67484) mit dem Booklet, das die obengenannten falschen Informationen enthielt. Entsprechend den sich herausstellenden Tatsachen hat die Firma Hyperion Records, Ltd., die Angaben zum Poem In den Stunden des Neumonds auf ihrer Webseite geändert und die echte Autorin der Rekonstruktion, M. Lobanova, genannt. Neulich wurde auch der Booklet-Text von Calum McDonald zur CD Hyperion (CDA 67484) entsprechend der Wahrheit revidiert.
In neuerer Zeit wurde Roslawez’ Schaffen zu nationalistischen Zwecken verwendet. Diese Versuche stehen im Gegensatz zu den Überzeugungen des Komponisten, der sich kosmopolitisch äußerte.
Die Hauptwerke von Roslawez erscheinen im Verlag Schott Musik International bzw. Kompozitor International, Mainz. Die Herausgabe beruht auf dem Konzept, Roslawez’ Schaffen authentisch zu präsentieren. Ein wesentlicher Teil der verlegten Kompositionen stammte aus den Archiven und brauchte editorische Arbeit. In anderen Fällen handelte es sich um die Materialien zu den vom Komponisten abgeschlossenen Werken, die authentische Rekonstruktion ermöglichten. Bei den Neuveröffentlichungen der zu Roslawez’ Lebzeiten publizierten Werke handelte es sich u. a. um das Korrigieren der Druckfehler. Das editorische Programm ist noch nicht abgeschlossen; mehrere Werke befinden sich in Vorbereitung.
In den Stunden des Neumonds bzw. das Poem von Roslawez war der Titel einer musikalisch-visuellen Inszenierung von Eberhard Kloke, die 2000 in Deutschland im Rahmen der EXPO verwirklicht wurde; unter dem Programmuntertitel Neumond verliefen 2009 die Konzerte der Basel Sinfonietta unter der Leitung von Fabrice Bollon, in denen das Poem von Roslawez erklang.

## Werke (Auswahl)
Exklusive Rechte bei Schott Musik International bzw. Kompositor International, Mainz; einzelne Ausgaben vor 1917 erschienen bei W. Grosse, später bei Muzsektor Gosizdata, Muzyka und Sovetskij kompozitor/Kompozitor in Moskau, UE in Wien und Sikorski in Hamburg.

### Bühnenwerk
- Pachta / Chlopok (Baumwolle; L. Voščenė), Ballett-Pantomime in 3 Aufzügen (1931/32)

### Vokalmusik
- Vokalsymphonische Werke und Chöre
  - Nebo i zemlja (nach George Gordon Byron, Heaven and Earth), Mysterium in 3 Szenen (1912)
  - Na smert’ zemli (Auf den Tod der Erde; nach Jules Laforgue), symphonische Dichtung für Bariton, Chor und Orchester (vor 1919), verschollen
  - Oktjabr’ (Oktober; Wassili Alexsandrovski/Wladimir Kirillow/Sergej Obradowitsch), Kantate für Mezzosopran, Bariton, gemischten Chor und Symphonieorchester (1927)
  - Komsomolija, symphonische Dichtung für gemischten Chor und Symphonieorchester (1928), erstmals veröffentlicht by Marina Lobanova; Schott ED 8256
  - Čërnyj gorod (Schwarze Stadt; Alexsander Sharow), symphonische Dichtung für Bass, Chor und Orchester (1929?), verschollen
  - Na smert’ Majakovskogo (14. April 1930). Traurno-geroičeskij-Fragment (nach dem Tod Majakovskijs). Ein heroisches Trauer-Fragment; (Pimen Pantschenko) für Bass und Orchester (1930)

- Lieder (für Stimme und Klavier; wenn nicht anders angegeben, erschienen in: Lieder und Romanzen, 3 Bde., hrsg. von M. Lobanova; Schott ED 8435, 8436, 8437)
  - 2 Romanzen (Konstantin Balmont) (1909): 1. Zarnica (Das Wetterleuchten); 2. Cvetok (Blume); erstmals hrsg. von M. Lobanova
  - Morana (Polja večernie) (Morana (Abendfelder); Konstantin Balmont) (1909–1911); erstmals hrsg. von M. Lobanova
  - Beatriče. V moich sadach cvety, v tvoich – pečal’ (Beatrice. In meinen Gärten gibt es Blumen, in deinen Traurigkeit; Nikolaj Gumiljow) (1910/11); erstmals hrsg. von M. Lobanova
  - 2 Romanzen (1910/11): 1. Lebedi (Schwäne; Wjatscheslaw Iwanow); 2. Ja segodnja ne pomnju, čto bylo včera (Ich erinnere mich heute nicht, was gestern geschah; Alexander Blok); erstmals hrsg. von M. Lobanova
  - Četyre romansa (4 Romanzen) (1911): 1. Osen’ (Herbst; Andrej Belyj), verschollen; 2. Kak mlečnyj put’ ljubov’ tvoja (Deine Liebe ist wie die Milchstraße; Maximilian Woloschin); 3. Prišlica. Ja ne zval tebja (Die Ankömmlinge. Ich rief dich nicht; Alexander Blok); 4. Večer (Abend; Nikolaj Gomuljow); erstmals hrsg. von M. Lobanova
  - Grustnye pejzaži (nach Paul Verlaine, Paysages tristes) (1913): 1. Osennjaja pesnja (Herbstlied); 2. Blagoslovennyj čas (Gesegnete Stunde), verschollen; 3. Zakat (Untergang)
  - Tri sočinenija (3 Kompositionen) (1913): 1. Sumrak tichij (Stille Dämmerung; Waleri Brjussow); 2. Ty ne ušla (Du bist nicht weg; Alexander Blok); 3. Vetr naletit (Der Wind fliegt heran; Alexander Blok)
  - Četyre sočinenija (4 Kompositionen) (1913/14): 1. Margaritki (Gänseblümchen; Igor Sewerjanin); 2. Vy nosite ljubov’ v izyskannom flakone (Sie tragen die Liebe in einem auserlesenen Flakon; Konstantin Bolschakow); 3. Volkovo kladbišče (Volkovo-Friedhof; Dawid Burljuk); 4. Kuk (Wassilisk Gnedow)
  - Pesenka arlekina (Liedchen des Harlekin; Elena Guro) (1915)
  - Polët (Flug; Wassili Kamenski) (1915)
  - Četyre stichotvorenija Zinaidy Gippius (4 Gedichte von Sinaida Gippius) (1919): 1. Zaklinan’e (Beschwörung); 2. Vesennij veter (Frühlingswind); 3. Vnezapno (Plötzlich), verschollen oder nicht ausgeführt; 4. Petuchi (Hähne); erstmals hrsg. von M. Lobanova
  - Sbylos’ proročestvo moë (Meine Prophezeiung hat sich erfüllt; Alexander Blok) (1919); erstmals hrsg. von M. Lobanova
  - Na Sajme (Am Saimaa; Waleri Brjussow) (1920): 1. V dali, blagostno sverkajuščej (In der gnadenreich leuchtenden Ferne); erstmals hrsg. von M. Lobanova; 2. My v lodke vdvoëm (Wir zwei im Boot), verschollen oder nicht ausgeführt
  - Plamennyj krug (Flammenkreis; Fjodor Sologub) (1920): 1. Razbudil menja rano tvoj golos, o Brama (Deine Stimme, o Brahma, hat mich früh geweckt); 2. Step’ moja (Meine Steppe); 3. Tichaja kolybel’naja (Stilles Wiegenlied); 4. Bezgrešnyj son (Unschuldiger Traum); erstmals hrsg. von M. Lobanova
  - Pamjati A. Bloka (A. Blok in memoriam; Nadeshda Pawlowitsch) (1922): 1. Vot on v grobu (Hier liegt er im Grab); 2. Posmotri, stalo nebo šire (Schau, der Himmel ist breiter geworden); 3. Bogomater’! Ego oseni (Gottesmutter! Beschirme ihn); erstmals hrsg. von M. Lobanova

### Instrumentalmusik
- Orchesterwerke und Konzerte (veröffentlicht bei Schott Musik International bzw. Kompositor International, Mainz)
  - Symphonie c-Moll (1910), erstmals hrsg. von M. Lobanova; Kompositor International 51585
  - V časy Novolunija (In den Stunden des Neumonds; nach Jules Laforgue?) (um 1912/13), rekonstruiert und erstmals hrsg. von M. Lobanova; Schott ED 8107
  - Čelovek i more, Symphonische Dichtung nach Charles Baudelaire, L'Homme et la mer (1921), verschollen
  - 1. Violinkonzert (1925); Schott ED 7823 (Partitur); Schott ED 7824 (Klavierauszug)
  - 2. Violinkonzert (1936), erstmals hrsg. von M. Lobanova; Kompositor International 52700

- Kammermusik (wenn nicht anders angegeben, erschienen die Werke oder stehen im Katalog des Verlags Schott Musik International bzw. Kompositor International, Mainz):
  - Kammersinfonie/Symphonie du chambre für 18 Instrumente (1934/35), erstmals hrsg. von M. Lobanova; Kompositor International 51581;
  - Nocturne für Harfe, Oboe, 2 Violen und Violoncello (1913); Schott ED 8129;
  - 5 Streichquartette (1913, Schott ED 8126); verschollen; 1920 (Schott ED 8127); 1939: Partitur nicht vollständig; 1941 (Schott ED 8128)
  - 5 Trios für Violine, Violoncello und Klavier (verschollen; 1920: rekonstruiert und erstmals hrsg. von M. Lobanova (Schott ED 8059); 1921 (Schott ED 8035); 1927: identifiziert und erstmals hrsg. von M. Lobanova (Schott ED 8036); verschollen)

für Violine und Klavier:
- Morgenstimmung (1907); Schott (in Vorbereitung)
- Romance (1907); Schott (In Vorbereitung)
- Élégie (1908); Schott (In Vorbereitung)
- Gavotte (1908); Schott (In Vorbereitung)
- Rêverie (1908); Schott (In Vorbereitung)
- Sérénade (1908); Schott (In Vorbereitung)
- Arabesques (1909/10); Schott (In Vorbereitung)
- Romance (1909/10); Schott (In Vorbereitung)
- Trois Poèmes (1909/10): 1. Poème douloureux; 2. Poème lyrique; 3. Poème; Schott (In Vorbereitung)
- Poème lyrique (1910er Jahre); Schott (In Vorbereitung)
- Rondeau-Polonaise (vermutlich 1910er Jahre)
- 1. Sonate (1913)
- Composition (1914)
- Poème (1915); Schott ED 8261
- 2. Sonate (1917), rekonstruiert und erstmals hrsg. von M. Lobanova; Schott ED 8043
- 3. Sonate, verschollen
- 4. Sonate (1920); Schott ED 8044
- 5. Sonate (1922/23), verschollen
- Tri tanca / Drei Tänze (1923): 1. Val's / Walzer; 2. Noktjurn / Nocturne; 3. Mazurka; Schott ED 8261
- 6. Sonate (vermutlich 1930er Jahre), identifiziert und erstmals hrsg. von M. Lobanova; Schott ED 8431
- Sem' p'es v pervoj pozicii (7 Stücke in der ersten Lage) (1930er Jahre), erstmals hrsg. von M. Lobanova; Schott VLB 131
- Legenda (Legende) (1930er Jahre oder 1941); Schott ED 8261
- Invencija i Noktjurn (Invention und Nocturne)(1935); Schott (in Vorbereitung)
- Kolybel'naja (Wiegenlied) (1935)
- Scherzo (1935)
- Tanec (Tanz) (1935)
- Val's (Walzer) (1935)
- 24 preljudii (24 Präludien)(1941/42); Schott ED 7940

für Viola und Klavier:
- 1. Sonate (1926), rekonstruiert und erstmals herausgegeben von M. Lobanova; Schott ED 8177
- 2. Sonate (1930er Jahre), erstmals herausgegeben von M. Lobanova; Schott ED 8178

für Violoncello und Klavier:
- Tancy belych dev (Tänze weißer Jungfrauen) (1912), erstmals herausgegeben von M. Lobanova; Schott ED 8045
- Razdum'e / Méditation (1921)
- 1. Sonate (1921); Schott ED 8038
- 2. Sonate (1922), erstmals herausgegeben von M. Lobanova; Schott ED 8039

Klaviermusik
(wenn nicht anders angegeben, erschienen die Werke oder stehen im Katalog des Verlags Schott Musik International):
- 1. Sonate (1914); Schott ED 7941
- Trois Compositions (1914); Schott ED 7907
- Trois Études (1914); Schott ED 7907
- Deux Compositions (1915): 1. Quasi prélude; 2. Quasi poème; Schott ED 7907
- Prélude (1915); Schott ED 7907
- 2. Sonate (1916), ergänzt von E. Babasjan; Schott ED 8391
- Berceuse (1919); Schott (in Vorbereitung)
- Danse (1919); Schott (in Vorbereitung)
- Valse (1919), rekonstruiert von M. Lobanova; Schott (in Vorbereitung)
- Quatre Compositions (1919–1921): 1. Prélude, versch.; 2. Poème; 3. Prélude, versch.; 4. Prélude; Schott (in Vorbereitung)
- Cinq Préludes (1919–1922); Schott ED 7907
- Prélude (vermutlich 1919 oder 1921); (rekonstruiert von M. Lobanova); Schott (in Vorbereitung)
- Deux Poèmes (1920); Schott ED 7907
- 3. Sonate, verschollen
- 4. Sonate (1923), verschollen
- 5. Sonate (1923); Schott ED 8392
- 6. Sonate (1928); unvollständig
- Poème-berceuse (1939), verschollen

Agitations- und Gebrauchsmusik (s. Verz. in: M. Lobanova 1997)
Film- und Theatermusiken
Arrangements, Potpourris

## Diskografie (Auswahl)
- Cellosonate Nr. 1 (1921), Méditation (1921);

Boris Pergamenschikow und Pavel Gililov (zusammen mit Prokofjew). Orfeo (C 249 921 A), 1992.
- Nr. 2: Du bist nicht fortgegangen (A. Blok), Nr. 3: Der Wind fliegt heran (A.Blok) aus: Drei Kompositionen für Gesang und Klavier (1913); Nr. 1: Gänseblümchen (Igor Severjanin) aus: Vier Kompositionen für Gesang und Klavier (1913/14); Liedchen des Harlekin (Elena Guro; 1915); Nr. 3: Herbstlied (Paul Verlaine) aus: Traurige Landschaften (1913);

Anthologie de la Melodie russe et sovietique (zus. mit Mussorgski, Glinka, Guriljow, Dargomyschski, Tschaikowski, Strawinski, Prokofjew, Schostakowitsch, Firsowa, Denissow und Knaifel); Elena Vassilieva, Jacques Schwab. Le Chant du Monde (LDC 278 972/73), 1989.
- 5 Préludes (1919–1922), 2 Poèmes (1920) & Prélude (1915);

Christophe Sirodeau (zus. mit Skrjabin, Lourié und Feinberg). Arkadia (AK 152.1), 1994.
- 2 Poèmes (1920), 5 Préludes (1919–1922), Poéme & Prélude (1919–1921), Danse (1919) & Berceuse (1919);

La musique russe des Avant-Gardes (zus. mit Lourié, Skrjabin, Mossolow, Obuchow und Schostakowitsch); Jean-Pierre Armengaud. Nuova Era (7263), 1996.
- 5 Préludes (1919–1922);

Preludes to a Revolution (zus. mit Ljadow, Glière, Stantschinski, Lourié, A. Alexandrow, Skrjabin, Obuchow, Wyschnegradsky und Feinberg); Jenny Lin. Hänssler (98.480), 2005.
- 5 Préludes (1919–1922);

Festival Alternativa, Vol. I (zus. mit Mossolow, Deschewow und Lourié); Antonin Bagatov. Col legno (AU 31841), 1989.
- 5 Préludes (1919–1922);

Soviet Avant-Garde 1 (zus. mit Protopopow, Mossolow und Lourié); Steffen Schleiermacher. Hat Hut (6157), 1994.
- 2 Poèmes (1920), 3 Compositions (1914) & Prélude (1915);

Soviet Avant-Garde 2 (zus. mit Mossolow, Lourié und Polowinkin); Steffen Schleiermacher. Hat [now] Art (115), 1997/98.
- Nocturne (1913);

Russian music from the 1920s (zus. mit Deschewow, Polowinkin, Knipper, Schiwotow und Popow); Alexander Lazarev. BMG/Melodiya (74321 49955 2), 1997.
- In den Stunden des Neumonds (1912/13), Violinkonzert Nr. 1 (1925);

Tatjana Gridenko, Heinz Holliger. Wergo (6207-2), 1990)
- Kammersymphonie (1934–35), In den Stunden des Neumonds (1912/13);

Ilan Volkov. Hyperion (CDA 67484), 2006.
- 3 Compositions (1914), 3 Études (1914), Sonate Nr. 1 (1914), Prélude (1915), 2 Compositions (1915), Sonate Nr. 2 (1916), 2 Poèmes (1920), 5 Préludes (1919–1922), Sonate Nr. 5 (1925);

Piano Music; Marc-André Hamelin. Hyperion (CDA 66926), 1996.
- Streichquartett Nr. 1 (1913), Streichquartett Nr. 3 (1920), Streichquartett Nr. 5 (1941);

Streichquartette; Hába Quartett. NCC (8010), 1997.
- Klaviertrio Nr. 2 (1920), Klaviertrio Nr. 3 (1921), Klaviertrio Nr. 4 (1927);

Piano Trios Nos. 2–4; Trio Fontenay. Teldec (8573-82017-2), 2000.
- Meditation (1921), Cellosonate Nr. 1 (1921), 5 Préludes (1919–1922), Cellosonate Nr. 2 (1922), Tänze der weißen Jungfrauen (1912);

Complete Music for Cello and Piano; Alexander Ivashkin, Tatyana Lazareva. Chandos (CHAN 9881), 2001.
- Streichquartett Nr. 1 (1913), Streichquartett Nr. 3 (1920);

Russian Quartets of the 20th Century (zus. mit Mossolow und Schnittke); Novosibirsk Filarmonica Quartet. Beaux (2019), 2000.
- Violinsonate Nr. 6 (1940), Violinsonate Nr. 1 (1913), Violinsonate Nr. 2 (1917), Violinsonate Nr. 4 (1920);

Four Violin Sonatas; Mark Lubotsky, Julia Bochkovskaya. Olympia (OCD 558), 1995.
- 24 Préludes (1941–42), Poème lyrique (? 1910er Jahre), 3 Tänze (1923) & Nocturne (1935);

Works for Violin and Piano; Mark Lubotsky, Julia Bochkovskaya. Olympia (OCD 559), 1995.
- Kammersymphonie (1926, vervollständigt und orchestriert von a. Raskatow);

Russian chamber music of the twenties (zus. mit Prokofjew und Schtscherbatschow); Alexander Lazarev. Le Chant du Monde (LCD 288 055), 1992.
Es handelt sich dabei um die obenerwähnte Bearbeitung einer Archivskizze, auf deren Vollendung Roslawez verzichtete; die Besetzung sowie die kompositionelle Verfahren und strukturelle Merkmale werden willkürlich vom Bearbeiter ausgewählt und interpretiert.
- Klaviertrio Nr. 3 (1921), Bratschensonate Nr. 1 (1926), Bratschensonate Nr. 2 (? 1930er Jahre), Klaviersonate Nr. 5 (1925), Cellosonate Nr. 1 (1921);

The Chamber Music; The Moscow Trio u. a. Le Chant du Monde (LCD 288 047), 1992. Es handelt sich dabei um die obenerwähnte Bearbeitung einer Archivskizze von 1925, auf deren Vollendung Roslawez verzichtete, und die Violasonate Nr. 1, die von Roslawez vollendet wurde; auf der CD ist die Letztere irreführend als „Violasonate Nr. 2“ bezeichnet.
- Klaviertrio Nr. 3 (1921), 3 Compositions (1914) & Prélude (1915);

Music of the russian Avant Garde 1910 – 1930 (zus. mit Lourié, Mossolow, Deschewow, Dukelsky und Matjuschin); Alexander Titov. Autograph, 1992.
- Bratschensonate Nr. 1 (1926);

Le nouveaux Musiciennes (zus. mit Ligeti, Prokofjew und Takemitsu); Lawrence Power. Harmonia Mundi (HMN 911756), 2001.
- Streichquartett Nr. 3 (1920);

Streichquartette (zus. mit Lourié), Leipziger Streichquartett. MDG (307 1192-2), 2003.
- Violinsonate Nr. 6 (1940), Violinsonate Nr. 4 (1920), Violinsonate Nr. 1 (1913), 3 Tänze (1923);

Violin Sonatas; Solomia Soroka & Arthur Greene. Naxos (8.557903), 2005.
- Klaviertrio Nr. 3 (1921);

Klaviertrios (zus. mit Schostakowitsch und Babadschanjan); Seraphin Trio. Christophorus (CHE 0070), 1995.